# Asian Rugby Championship 1986
El Asian Rugby Championship  de 1986 fue la 10.ª edición del principal torneo asiático de rugby.

## Desarrollo

### Grupo A
| Pos. | Equipo    | Encuentros | Encuentros | Encuentros | Encuentros | Tantos  | Tantos    | Tantos     | Puntos Totales |
| Pos. | Equipo    | jugados    | ganados    | empatados  | perdidos   | a favor | en contra | diferencia | Puntos Totales |
| ---- | --------- | ---------- | ---------- | ---------- | ---------- | ------- | --------- | ---------- | -------------- |
| 1    | Japón     | 3          | 3          | 0          | 0          | 156     | 10        | 146        | 6              |
| 2    | Taiwán    | 3          | 2          | 0          | 1          | 80      | 13        | 67         | 4              |
| 3    | Sri Lanka | 3          | 1          | 0          | 2          | 36      | 107       | - 71       | 2              |
| 4    | Malasia   | 3          | 0          | 0          | 3          | 21      | 163       | - 142      | 0              |

Nota: Se otorgan 2 puntos al equipo que gane un partido, 1 al que empate y 0 al que pierda
| 23 de noviembre | Japón | 64 - 0 | Sri Lanka |  |  |

| 23 de noviembre | Taiwán | 48 - 0 | Malasia |  |  |

| 25 de noviembre | Japón | 10 - 4 | Taiwán |  |  |

| 25 de noviembre | Sri Lanka | 33 - 15 | Malasia |  |  |

| 27 de noviembre | Japón | 82 - 6 | Malasia |  |  |

| 27 de noviembre | Taiwán | 28 - 3 | Sri Lanka |  |  |

### Grupo B
| Pos. | Equipo        | Encuentros | Encuentros | Encuentros | Encuentros | Tantos  | Tantos    | Tantos     | Puntos Totales |
| Pos. | Equipo        | jugados    | ganados    | empatados  | perdidos   | a favor | en contra | diferencia | Puntos Totales |
| ---- | ------------- | ---------- | ---------- | ---------- | ---------- | ------- | --------- | ---------- | -------------- |
| 1    | Corea del Sur | 3          | 3          | 0          | 0          | 107     | 30        | 77         | 6              |
| 2    | Tailandia     | 3          | 1          | 1          | 1          | 34      | 62        | - 28       | 3              |
| 3    | Hong Kong     | 3          | 1          | 0          | 2          | 49      | 50        | - 1        | 2              |
| 4    | Sri Lanka     | 3          | 0          | 1          | 2          | 30      | 78        | - 48       | 0              |

| 23 de noviembre | Singapur | 9 - 25 | Hong Kong |  |  |

| 23 de noviembre | Tailandia | 9 - 38 | Corea del Sur |  |  |

| 25 de noviembre | Corea del Sur | 41 - 9 | Singapur |  |  |

| 25 de noviembre | Tailandia | 13 - 12 | Hong Kong |  |  |

| 27 de noviembre | Corea del Sur | 28 - 12 | Hong Kong |  |  |

| 27 de noviembre | Tailandia | 12 - 12 | Singapur |  |  |

### Definición 3° puesto
| 29 de noviembre | Tailandia | 32 - 12 | Taiwán |  |  |

### Final
| 29 de noviembre | Corea del Sur | 24 - 22 | Japón |  |  |

| Bandera de Corea del Sur |
| Campeón Corea del Sur    |
| Segundo título           |